# Antoinette de Bourbon

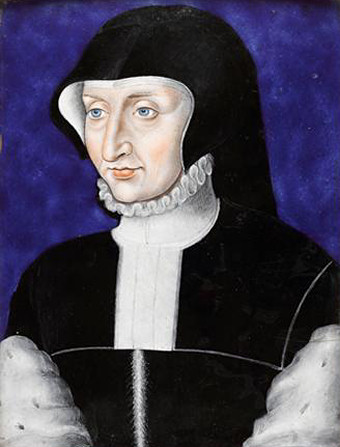
Porträt Antoinette de Bourbons von Léonard Limosin

Antoinette de Bourbon (* 25. Dezember 1494 in Ham; † 22. Januar 1583 auf Schloss Le Grand Jardin in Joinville), gelegentlich auch Antoinette de Bourbon-Vendôme genannt, war durch Heirat mit Claude de Lorraine ab 1528 erste Herzogin von Guise. Sie erhielt deshalb den Beinamen « mère des Guises » (deutsch: „(Stamm-)Mutter der Guisen“).

## Familie

### Herkunft und Ehe
Antoinette entstammte dem französischen Adelshaus der Bourbonen und war das zweitjüngste Kind François de Bourbons, Herzog von Vendôme, und seiner Frau Marie de Luxembourg. Sie konnte ihren Stammbaum über Robert de Clermont auf Ludwig den Heiligen zurückführen und war somit eine entfernte Verwandte des französischen Königs. Über ihre Tochter Marie war sie zudem die Großmutter der schottischen Königin Maria Stuart. Durch ihre Heirat mit Claude de Lorraine gelang es dessen Familie, erste familiäre Verbindungen zum französischen Königshaus zu knüpfen. Das Paar gilt als die Stammeltern des Hauses Guise, das in der Folgezeit zu einem der mächtigsten Adelsgeschlechter Frankreichs aufstieg und dessen Mitglieder während der französischen Religionskriege maßgeblichen Einfluss in der Katholischen Liga ausübten.

### Nachkommen
Aus der Ehe mit Claude de Lorraine gingen zwölf Kinder hervor:
- Marie (* 1515; † 1560), ⚭ 1) Louis II. d’Orléans-Longueville, 2) Jakob V., König von Schottland
- François (* 1519; † 1563), Herzog von Guise, ⚭ Anna d’Este
- Louise (* 10. Januar 1520; † 18. Oktober 1542), ⚭ Charles II. de Croÿ, Fürst von Chimay und Herzog von Aarschot
- Renée (* 2. September 1522; † 3. April 1602), Äbtissin von Saint-Pierre-les-Dames in Reims
- Charles (* 1524; † 1574), Kardinal und Diplomat
- Claude (* 1526; † 1573), Herzog von Aumale, ⚭ Louise de Brézé
- Louis (* 1527; † 1578), Kardinal
- Philippe (* 3. September 1529; † 24. September 1529)
- Pierre (* 3. April 1530; † jung)
- Antoinette (31. August 1531; † 6. März 1561), Äbtissin in Faremoutiers
- François (* 18. April 1534; † 6. März 1563), Großprior der Malteserritter
- René (* 1536; † 1566), Marquis von Elbeuf, ⚭ 5. Februar 1555 Louise de Rieux, Gräfin von Harcourt

### Ihr Einfluss innerhalb der Familie
Antoinette de Bourbon galt als eigenwillige und energische Person, deren starke Persönlichkeit den Charakter vieler unter ihrer Oberaufsicht in Joinville aufwachsender und von ihr erzogener Mitglieder der Guise-Familie prägte. Sie wurde als außergewöhnliche Frau mit einem trockenen Humor beschrieben und nahm entscheidenden Einfluss auf die religiösen Überzeugungen ihrer Kinder, ihrer Enkel und ihres Mannes. Zu den Schützlingen, die in ihrer Obhut aufwuchsen, zählten zum Beispiel Maria Stuart, Catherine de Clèves, duchesse de Guise, Marie de Lorraine (spätere Äbtissin von Chelles) und Charles I. de Lorraine, duc d’Elbeuf, einer der entschiedensten Gegner des protestantischen Königs Heinrich IV.
Familienmitglieder ließen sich gerne von ihr beraten und fragten im Fall von Streitigkeiten bei ihr um Vermittlung an. So baten zum Beispiel François I. de Clèves, Herzog von Nevers, und Antoine III. de Croÿ, Fürst von Porcien, die Herzogin darum, in ihrem Streit um die Grafschaft Beaufort zu schlichten.

## Leben
Von Antoinettes Kindheit ist kaum etwas bekannt. Als sie zwei Jahre alt war, verlor sie ihren Vater, sodass ihr älterer Bruder Charles Familienoberhaupt wurde. Durch ihre Mutter Marie erhielt sie eine „solide Ausbildung“ im Sinne des katholischen Glaubens.
1513 begleitete sie Claude de France zu einem Treffen mit deren Verlobten, dem späteren französischen König Franz I., im Pariser Hôtel des Tournelles. Dort traf die 19-Jährige zum ersten Mal den rund zwei Jahre jüngeren Claude de Lorraine, Graf von Aumale, der zum Gefolge Franz’ I. gehörte. Nur wenig später sprach Franz I. in Claudes Namen bei Antoinettes Bruder vor, und bat um ihre Hand. Der willigte ein und ermöglichte seiner Schwester damit eine für sie sehr vorteilhafte Verbindung, denn trotz ihrer edlen Abstammung war sie nicht besonders reich und hatte auch keine sehr hohe Mitgift zu erwarten. Am 9. Juni 1513 wurde der Heiratsvertrag zwischen den beiden unterschrieben. Wenige Tage danach heiratete Antoinette in der Pariser Kirche Saint-Paul. Die sich anschließenden Hochzeitsfestlichkeiten fanden im Hôtel d’Étampes (später Hôtel de Mazarin genannt) statt.
Ihre ersten Ehejahre verbrachte Antoinette de Bourbon im Schloss von Bar-le-Duc und verwaltete dieses ab August 1515 allein, weil ihr Mann den französischen König auf dessen Italienfeldzug begleitete. Dort brachte sie in Abwesenheit Claudes im November 1515 ihre Erstgeborene Marie zur Welt. Auch ihr zweites Kind, François, wurde dort geboren. Als sich ihre Schwiegermutter Philippa von Geldern im Dezember 1519 in ein Kloster zurückzog, erfolgte ein Umzug nach Joinville, dessen Schloss, Le Grand Jardin, Philippine bis dato als Residenz genutzt hatte. Antoinettes dortiger Haushalt umfasste nachfolgend mehr als 100 Personen.
1528 erschuf Franz I. für seinen Jugendfreund Claude den Titel eines Herzogs von Guise, der mit einer Pairschaft verbunden war, und erhob Antoinette damit in den Rang einer Herzogin. Bedingt durch Claudes zahlreiche Ämter und Pflichten am Hof, verbrachte er die meiste Zeit in Paris oder im Gefolge des Königs, sodass Verwaltung und Leitung seiner ausgedehnten Besitzungen Antoinette oblagen. Sie zeigte dabei ein außergewöhnlich großes Talent in administrativen und finanziellen Dingen. All ihre diesbezüglichen Aktivitäten zielten erfolgreich darauf ab, Einfluss und Macht der Guise-Familie in Frankreich zu stärken und auszuweiten.
Während der Hugenottenkriege stellte sich die Herzogin auf die Seite ihrer Söhne und unterstützte damit die Katholiken, was gleichzeitig bedeutete, dass sie sich ihre protestantischen Neffen aus dem Haus Bourbon zu Gegnern machte. In religiösen Dingen regierte sie den Familienbesitz mit eiserner Hand und bekämpfte den Calvinismus mit allen ihr zur Verfügung stehenden Mitteln. Die hugenottische Seite nannte sie angelehnt an ihren Beinamen „la Mere des Tyrans et des ennemis de l’Evangile“ (deutsch: „die Mutter der Tyrannen und der Feinde des Evangeliums“).
Als ihr Mann im April 1550 starb, folgte Antoinettes Sohn François seinem Vater als Oberhaupt der Guisen. Die administrativen Pflichten verblieben aber vorerst in der Hand der Herzogswitwe, die sich auf das Schloss von Joinville zurückzog und nur noch selten am Hof in Paris verweilte, weil ihr dessen Ausschweifungen zuwider waren. Dort verbrachte sie einen Gutteil des Tages in ihrem Oratorium mit Gebeten und dem Studium religiöser Schriften und widmete sich der Erziehung ihrer zahlreichen Enkel, von denen viele unter ihrer Aufsicht in Joinville aufwuchsen. Eine weitere Aufgabe bestand für sie darin, in der ersten Hälfte der 1550er Jahre ihre Schwiegertochter Anna d’Este, mit der sie sich ausnehmend gut verstand, in die Geschäfte des Familienbesitzes einzuführen. Als diese nach dem Mord an ihrem Mann im Februar 1563 versuchte, den protestantischen Gaspard II. de Coligny dafür zur Verantwortung ziehen zu lassen, wurde sie dabei tatkräftig von ihrer Schwiegermutter unterstützt.
Antoinette de Bourbon starb im hohen Alter von 88 Jahren nach einer Krankheit in der Nacht vom 22. auf den 23. Januar 1583 und wurde neben ihrem Mann und ihrem ältesten Sohn François in der Pfarrkirche von Joinville bestattet. Sie hatte alle ihre Kinder – mit Ausnahme der Tochter Renée – überlebt.

## Soziales und kulturelles Engagement
« Foy montre, espérance monte, charité surmonte »

„Der Glaube weist den Weg, Hoffnung übersteigt ihn, Barmherzigkeit überragt sie alle“

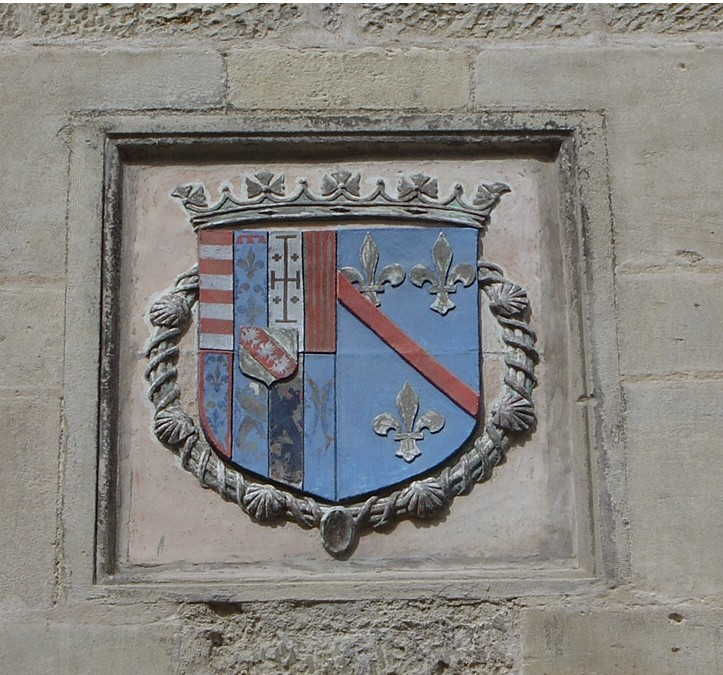
Das Wappen am Auditoire in Joinville weist Antoinette de Bourbon als Bauherrin aus

Antoinettes Leben wurde stark von ihrer Religiosität und ihrem katholischen Glauben beeinflusst. Obwohl sie den Protestantismus im Herrschaftsgebiet ihrer Familie ganz energisch und entschieden bekämpfte, war sie zugleich für ihre Mildtätigkeit und Barmherzigkeit gegenüber den Mitmenschen gleich welcher Konfession bekannt. So ließ sie während der Religionskriege beispielsweise 1700 hugenottische Landsknechte, die dem Hungertod nahe waren, neu einkleiden und mit Proviant versorgen, um sie anschließend unbehelligt in ihre Heimat zurückkehren zu lassen. Während einer Hungersnot verteilte sie selbst Lebensmittel an ihre Untertanen und ließ sich dabei von ihren Enkelinnen unterstützen. Das Volk nannte sie deshalb „la bonne Dame“ (deutsch: „die gute Herrin“).
Zahlreiche von ihr initiierte Bauprojekte und Gründungen in und um Joinville basieren ebenfalls auf der Gläubigkeit der Herzogin. So gehen zum Beispiel die Gründung des Benediktinerinnen-Konvents Notre-Dame de Pitié und das Minoritenkloster Sainte-Anne auf sie zurück. Gemeinsam mit ihrem Sohn Charles legte sie den Grundstein für ein Heilig-Kreuz-Hospital, und die prächtige Ausstattung der Joinviller Pfarrkirche Notre-Dame wurde ebenso von ihr finanziert wie die der nicht mehr existenten Sainte-Chapelle von Dijon. Neben Bauwerken mit religiösem Aspekt kümmerte sich Antoinette de Bourbon aber auch um profane Gebäude, die durch Kriegseinwirkung zerstört oder beschädigt waren. So ließ sie in Joinville eine Markthalle und das Auditoire genannte Gerichtsgebäude errichten. An der Fassade des Hauses zeugt das kombinierte Wappen Guise-Bourbon-Vendôme heute noch von der Bauherrenschaft Antoinettes.
Für die Erziehung ihres Enkels Charles I. de Lorraine engagierte sie 1563 den französischen Dichter Rémy Belleau und unterhielt Kontakte mit Pierre de Ronsard, der ihr zu Ehren ein Sonett schrieb:
Pareil plaisir la Mere Phrygienne,

Reçoit voyant ses fils auprés de soy,

Que tu reçois, ô Mere Guysienne,

Voiant tes fils tout à l’entour du Roy.
Antoinettes Interesse an bildender Kunst kam unter anderem dadurch zum Ausdruck, dass sie durch Domenico del Barbieri nach Entwürfen Primaticcios ein monumentales Grabmal in der Kollegiatkirche Saint-Laurent errichten ließ, das fortan als Familiengrablege der Herzöge von Guise fungierte, jedoch während der Französischen Revolution zerstört wurde.